# Place Baudoyer
La place Baudoyer est une voie située dans le 4e arrondissement de Paris, en France, dans le quartier Saint-Gervais.

## Situation et accès

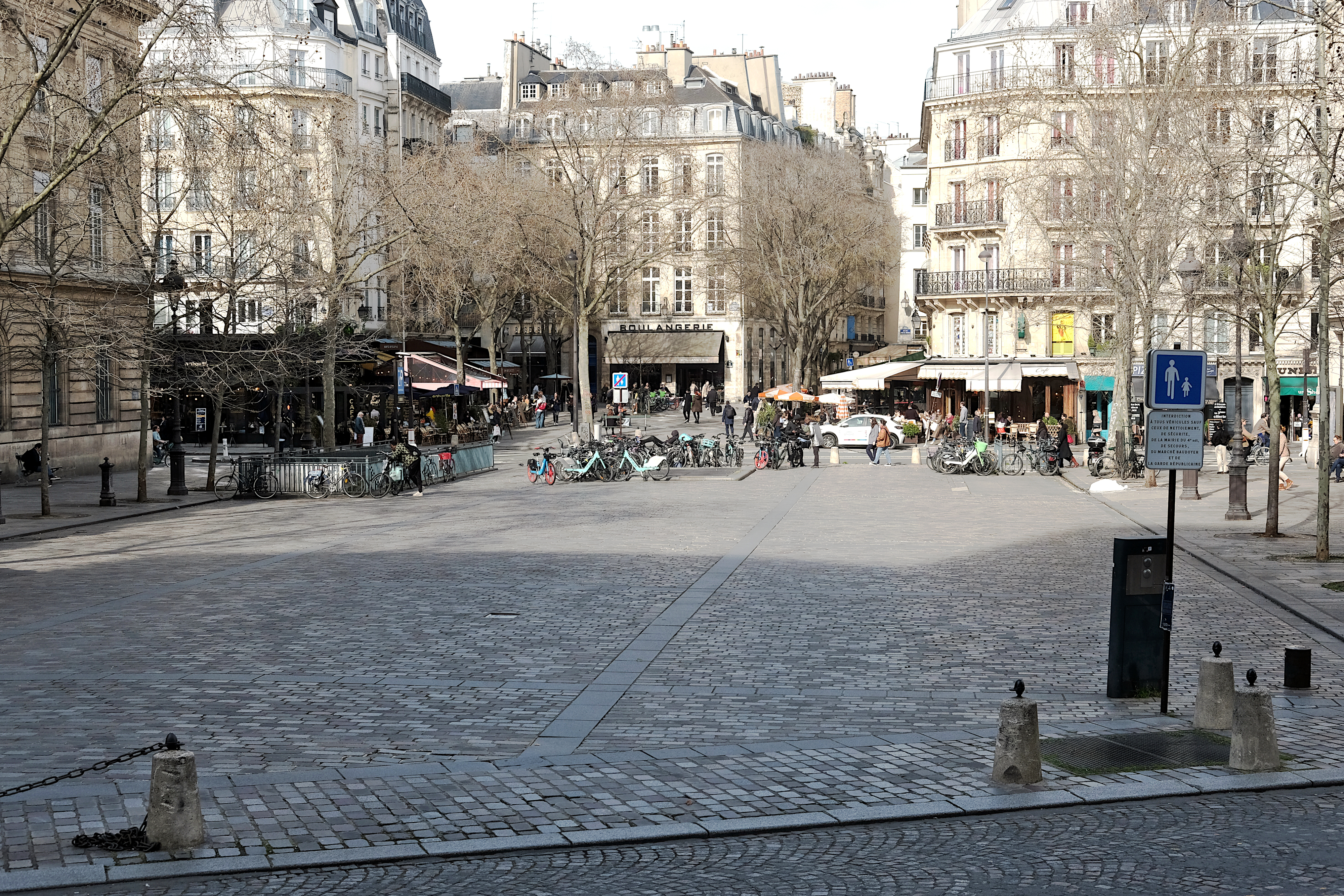
La place Baudoyer vue depuis la rue François-Miron.

Elle fait la liaison entre les rues de Rivoli et François-Miron.
La station de métro la plus proche est celle de l'Hôtel de Ville (lignes 1 et 11).
S'y trouvent aussi à proximité des stations Vélib' : nos 4015 (au 25 rue du Pont-Louis-Philippe, au croisement avec la rue François-Miron), 4016 (au 3 rue de Lobau) et 4103 (au 1 rue des Archives, au croisement avec la rue de Rivoli).
Le parc de stationnement "Vinci" "Baudoyer" se trouve sous la place, exposant quelques vestiges de l'ancien cimetière gallo-romain/mérovingien découverts lors de ses creusement et aménagement.

## Origine du nom
Le nom de Baudoyer est le nom de la porte de l'ancienne muraille carolingienne datant du Xe siècle, dont il ne reste aucune trace. Cette porte se trouvait au croisement des actuelles rues François-Miron et du Pont-Louis-Philippe.
Pour l’historien Jaillot , on ne sait si la porte a donné son nom à la place ou si la place a pris le nom de la porte. L’origine du nom est inconnue. L’auteur précité soumet, et réfute aussitôt, différentes hypothèses : 
1. Le chemin menait à Saint-Maur-des-Fossés où se serait tenu un camp romain appelé Castrum Bagaudarum.
2. Au VIIe siècle, un défenseur de Paris est appelé Baudacharius. Toutefois, l’évolution de la finale des noms latins carius donne en français caire[3].

## Historique
La place dans sa forme actuelle date du milieu du XIXe siècle, mais le nom de « place Baudoyer » est très ancien, attesté dès le XIIIe siècle sous différentes formes (Baldaeri, Balederii, Baudeerii, Baudeti, Bauderia, Baudea, porta Baudia, porte Baudéer, Baudier, Baudet, Baudayer, Baudoyer, Baudacharius, Baudarius, Baudaire, Baudaier).
La place Baudoyer actuelle est aménagée à l'emplacement de l'extrémité sud de l'hôtel de Craon, rasé en 1392 en expiation de la tentative d'assassinat du connétable de Clisson par Pierre de Craon ; l'extrémité nord correspond aujourd'hui à la place du Bourg-Tibourg (surnom de la portion de la rue du Bourg-Tibourg entre les rues de Rivoli et de la Verrerie). Ce lieu est toutefois toujours évoqué sous le vocable de « porte Baudoyer » en 1421 dans une lettre de rémission du roi de France Charles VI.
Un cimetière s'installe là au XVIe siècle, dépendant de l'église Saint-Jean-en-Grève (à la place d'un cimetière gallo-romain/mérovingien, donc beaucoup plus ancien encore, dont des vestiges découverts lors du creusement de l'actuel parc de stationnement automobile sont exposés par sa compagnie « concessionnaire » en son entrée/sortie piétonne, côté mairie du 4e arrondissement), d'où le nom de « place du Vieux Cimetière Saint-Jean » ; c'est un lieu d'exécutions publiques, notamment Barthélémy Milon (cordonnier protestant) le 12 novembre 1534 et Étienne de la Forge (riche marchand protestant, ami de Jean Calvin, impliqué dans l'affaire des Placards) le 15 février 1535, brûlés vif (sans être au préalable étranglés).
Elle est citée sous le nom de « barrière des Sergens » dans un manuscrit de 1636.

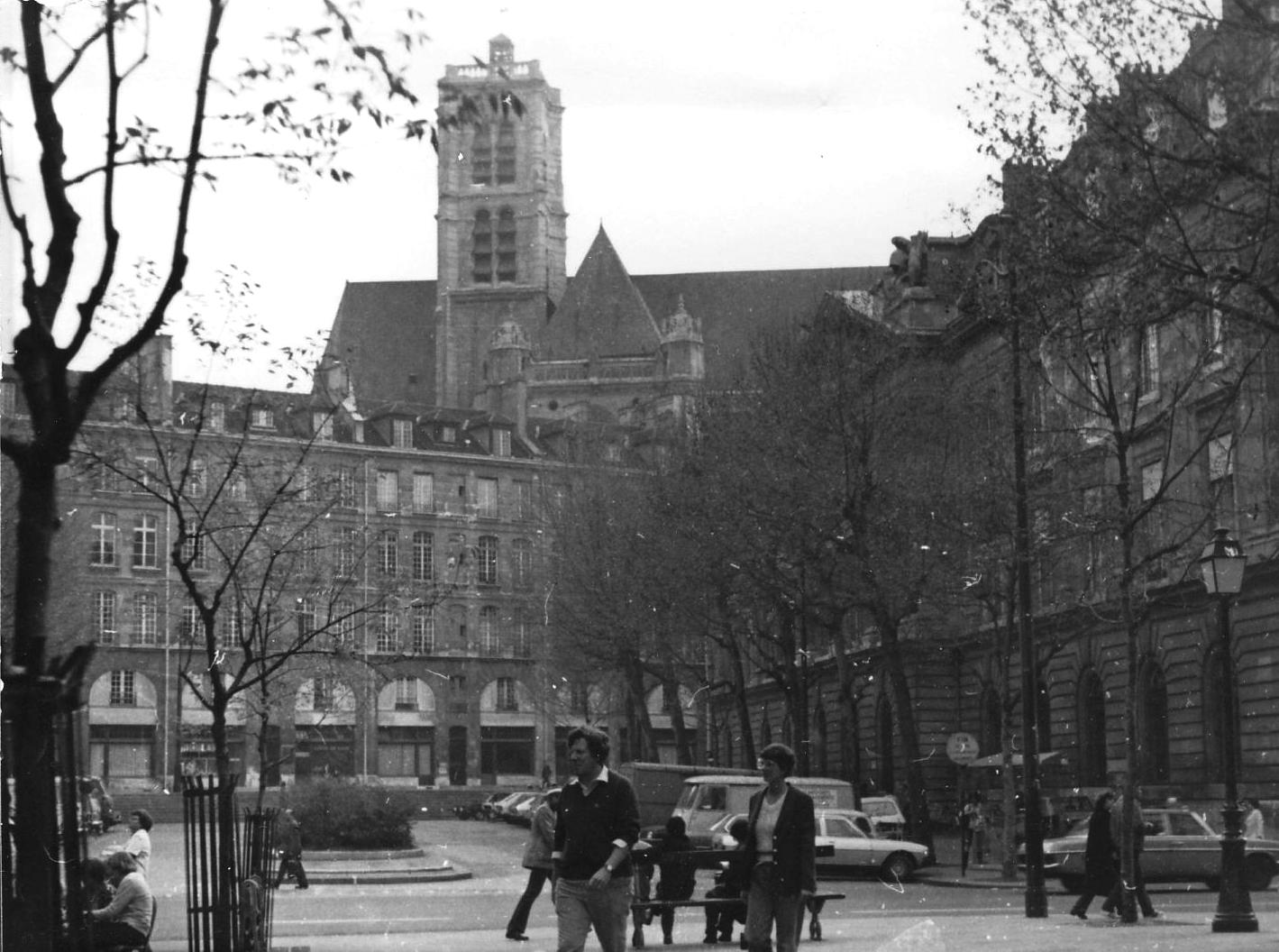
Place Baudoyer (partie occidentale) en 1981 ; le clocher de l'église Saint-Gervais-Saint-Protais en arrière-plan.

Le cimetière est fermé en 1772, les ossements sont déposés aux catacombes et le lieu est rebaptisé « place du Marché-Saint-Jean ».
L'ancienne place Baudoyer, très petite et un peu plus au sud, n'était jusqu'au XIXe siècle que l'intersection entre la « rue du Pourtour Saint-Gervais » (tronçon de l'actuelle rue François-Miron entre la place Saint-Gervais et la place Baudoyer), la rue Saint-Antoine (tronçon de l'actuelle rue François-Miron entre la place Baudoyer et la place des Combattantes-et-Combattants-du-Sida) et la rue de la Tisseranderie (rue orientée est-ouest, disparue lors du percement de la rue de Rivoli).

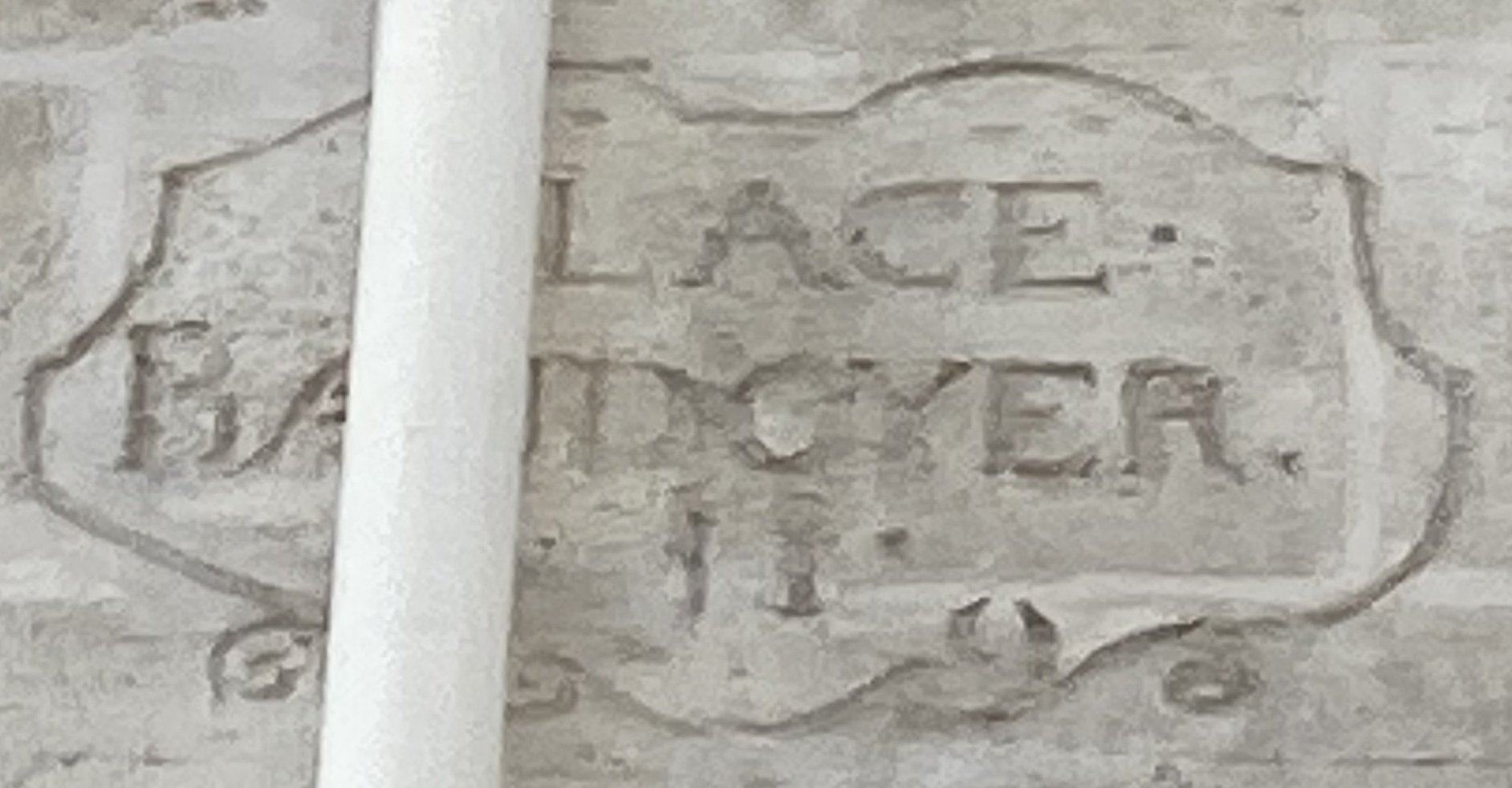
Ancienne plaque, gravée dans la pierre, portant le nom de la place, située au no 8 rue François-Miron.

La place du Marché-Saint-Jean est bouleversée lors du percement de la partie orientale de la rue de Rivoli, de 1818 à 1851. Le terrain entre les rues de Rivoli et François-Miron prend le nom de « place Baudoyer » en 1868.

## Bâtiments remarquables et lieux de mémoire
- L'ancienne caserne Napoléon, également appelée « caserne Lobau », occupe l'espace situé entre les places Saint-Gervais et Baudoyer et les rues François-Miron, Lobau et de Rivoli[9]. Cette caserne, construite en 1853, servait d'annexe à la Garde avant d'être utilisée par les services administratifs de la ville de Paris.

Le côté oriental de la place est occupé par la mairie du 4e arrondissement, construite entre 1866 et 1868. Le bâtiment héberge, outre les services municipaux, le tribunal d'instance du 4e, la bibliothèque municipale Baudoyer et une salle polyvalente servant aux associations. Depuis le 1er mai 2010, cinq ruches (soit environ 50 000 abeilles) sont installées sur les toits de la mairie (côté sud-est), produisant du « miel no 4, ».
Un marché alimentaire occupe la place, le mercredi (de 12 h 30 à 20 h 30) et le samedi (de 7 h à 17 h).